# I’ve Been Waiting for This Night
I’ve Been Waiting for This Night ist ein Lied des litauischen Sängers Donny Montell. Er hat mit dem Lied Litauen beim Eurovision Song Contest 2016 repräsentiert.

## Hintergrund

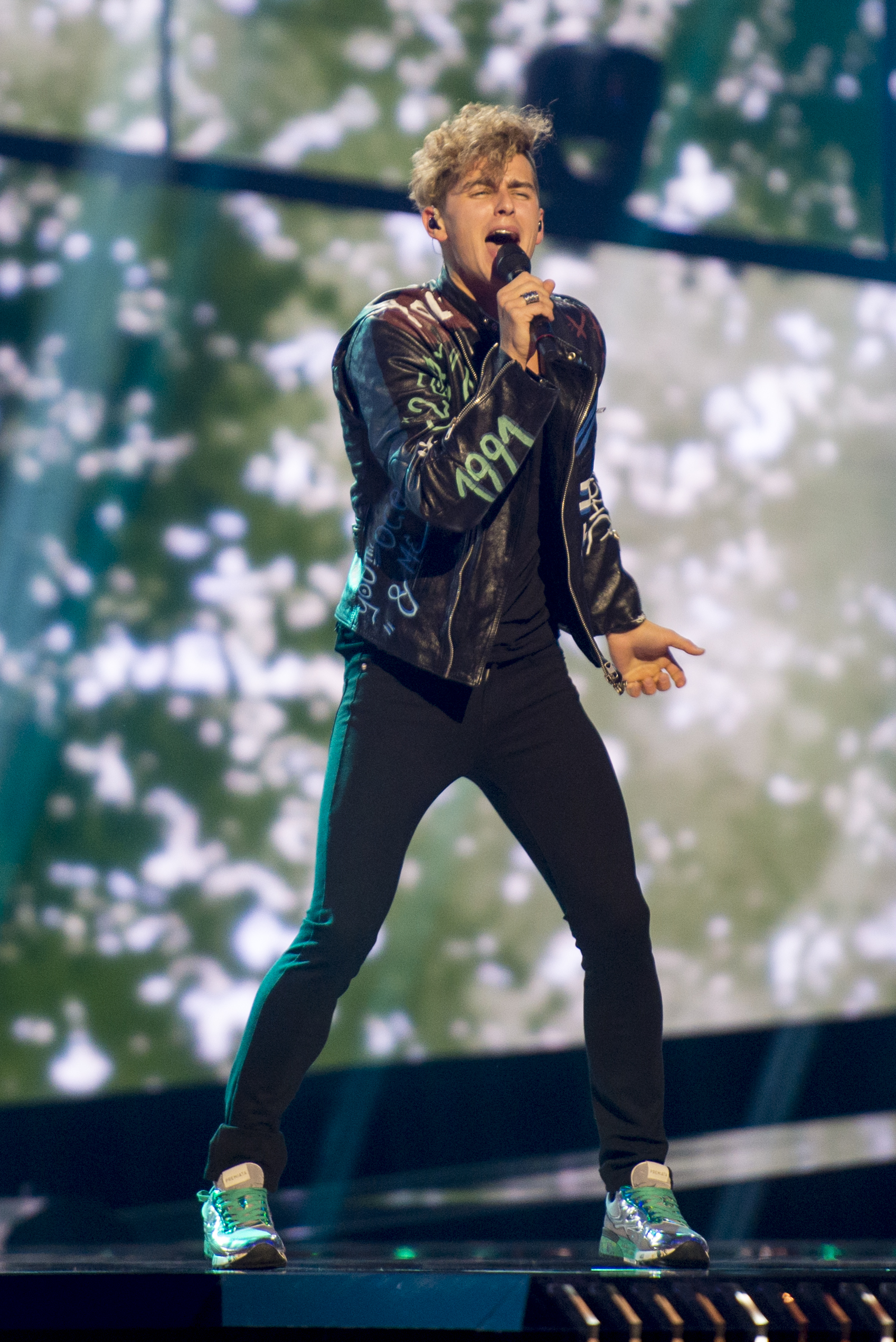
Montell beim Eurovision Song Contest 2016

Das Lied wurde durch Eurovizijos dainų konkurso nacionalinė atranka, den litauischen Vorentscheid für den Eurovision Song Contest, der von Lietuvos nacionalinis radijas ir televizija organisiert wird, als Vertreter Litauens ausgewählt. Der Wettbewerb fand über 10 Wochen statt und es traten 28 Bewerber an. I’ve Been Waiting for This Night bekam im Finale die Höchstwertungen des Publikums und der Jurys und gewann die Show am 12. März 2016.
Der Song wurde von Jonas Thander und Beatrice Robertsson geschrieben und am 9. März 2016 offiziell veröffentlicht. Litauen ist in der ersten Hälfte des zweiten Halbfinales, das am 12. Mai 2016 stattfand, angetreten.